# Tarcău (gmina)
Tarcău – gmina w Rumunii, w okręgu Neamț. Obejmuje miejscowości Ardeluța, Brateș, Cazaci, Schitu Tarcău, Straja i Tarcău. W 2011 roku liczyła 3062 mieszkańców.